# 아임 홈
《아임 홈》(일본어: アイ'ム ホーム)은 이시자카 케이의 만화 작품이다.

## 개요
《빅 코믹 오리지널》 (쇼가쿠칸)에서, 1997년 7월부터 1998년 12월까지 연재되었다. 헤이세이 11년도 제3회 문화청 미디어 예술제 대상 수상작.

## 텔레비전 드라마

### 2004년판
NHK에서 2004년 11월 15일부터 12월 16일까지 《아임 홈 머나먼 귀로》로 5주간 전 20화로 방영되었다. NHK 오사카 방송국이 제작했다.

#### 캐스트
- 이에지 히사시 - 토키토 사부로/미츠히라 타카히로

외

#### 스태프
- 각본 - 아사노 타에코
- 제작 통괄 - 이치이 히사시
- 연출 - 마나베 히토시
- 음악 - 요시마타 료

### 2015년판
2015년 4월 16일부터 6월 18일까지 목요일 21:00 ~ 21:54에, TV 아사히 계열의 〈목요드라마〉 시간대에서 방송되었다. 주연은 키무라 타쿠야.
캐치프레이즈는, 〈왜, 아내와 아들이 가면으로 보이는 걸까.〉 〈10개의 열쇠에 감춰진 비밀.〉 〈기억 소멸.〉.

#### 캐스트
- 이에지 히사시 - 키무라 타쿠야
- 이에지 메구미 - 우에토 아야
- 노자와 카오루 - 미즈노 미키
- 혼죠 츠요시 - 타나카 케이
- 와타누키 신지 - 스즈키 코스케
- 이에지 요시오 - 타카하시 라이
- 노자와 스바루 - 야마구치 마유
- 쿠로키 진 - 아라이 히로후미
- 토도로키 하루키 - 미츠이시 켄
- 테시가와라 요스케 - 와타나베 잇케이
- 츠쿠바 요시아키 - 오이카와 미츠히로
- 코즈쿠에 유키오 - 니시다 토시유키

##### 게스트
- 제1화
  - 타케다 마사오 - 카가와 테루유키
- 제2화
  - 야마노베 슌 - 타나카 나오키 (코코리코)
  - 오니야마 켄조 - 니시오카 토쿠마
- 제3화
  - 노자와 쇼코 (히사시의 전처·카오루의 여동생) - 렌부츠 미사코
  - 노자와 카즈야 (카오루와 쇼코의 아버지) - 테라다 미노리
- 제4화
  - 토쿠야마 마사오 - 히라이즈미 세이
  - 토쿠야마 요코 - 이치게 요시에
- 제5화
  - 이에지 아즈사 (히사시의 어머니) - 후부키 준
  - 이에지 히로시 (히사시의 남동생) - 나가이 마사루
- 제7화
  - 이에지 요조 (히사시의 아버지) - 키타오오지 킨야
- 제8화
  - 시라이시 쿄코 - 후키이시 카즈에
  - 쿄코한테 집적대는 남자 - 타나카 요지
- 제9화
  - 토마리 (1화 게스트 타케다의 부하직원) - 유스케 산타마리아
- 최종화
  - 카미오지 사토시 - 사와무라 잇키
  - 니시자와 마리 - 사사키 노조미

#### 스태프
- 각본 - 하야시 코지
- 음악 - 칸노 유고
- 감독 - 시치타카 고, 타무라 나오미
- 기획 - 타카하시 코타로
- 제너럴 프로듀서 - 요코치 이쿠에이
- 프로듀서 - 오오에 타츠키, 카와시마 세이지, 오오타 마사하루
- 제작 협력 - 5학년 D반
- 제작 저작 - TV 아사히

#### 방송 일자
| 각 화                                                       | 방송일          | 부제                                                        | 감독            | 시청률 |
| ----------------------------------------------------------- | --------------- | ----------------------------------------------------------- | --------------- | ------ |
| Key #01                                                     | 2015년 4월 16일 | 다녀왔습니다! 파괴된 가족…가면의 아내와 부부 생활!?         | 시치타카 고     | 16.7%  |
| Key #02                                                     | 4월 23일        | 가면의 아내와 결혼한 이유…친구가 파헤친 나의 정체!?         | 시치타카 고     | 14.0%  |
| Key #03                                                     | 4월 30일        | 나는 시아버지를 죽였다!? 씁쓸한 와인의 비밀…                | 타무라 나오미   | 13.5%  |
| Key #04                                                     | 5월 7일         | 내가 “황혼이혼” 시킨 부부!? 단신 부임의 잘못…               | 타무라 나오미   | 12.6%  |
| Key #05                                                     | 5월 14일        | 어머니께 사과 편지…내 두 아내들의 싸움                      | 시치타카 고     | 14.5%  |
| Key #06                                                     | 5월 21일        | 최후의 가족 여행에서…되살아나는 기억!! 아내에게 가면의 고백 | 타무라 나오미   | 13.2%  |
| Key #07                                                     | 5월 28일        | 어머니와 나를 버린 남자…애증의 끝                           | 호시노 카즈나리 | 13.1%  |
| Key #08                                                     | 6월 4일         | 최종장 돌아갈 수 없는 두 사람…가면의 부부가, W불륜!?        | 타무라 나오미   | 13.4%  |
| Key #09                                                     | 6월 11일        | 최종장 이혼 신고서!! 가족과의 이별 체포와, 감시의 이유      | 시치타카 고     | 16.5%  |
| Key #10                                                     | 6월 18일        | 모든 수수께끼가 분명히!! 가면의 아내와의 별리…눈물의 결말!  | 시치타카 고     | 19.0%  |
| 평균 시청률 14.8% (시청률은 칸토 지구·비디오 리서치사 조사) |                 |                                                             |                 |        |

| TV 아사히 목요드라마                        | TV 아사히 목요드라마            | TV 아사히 목요드라마                     |
| 이전 작품                                   | 작품명                          | 다음 작품                                |
| ------------------------------------------- | ------------------------------- | ---------------------------------------- |
| DOCTORS3~최강의 명의~ (2015.1.8 ~ 2015.3.5) | 아임 홈 (2015.4.16 ~ 2015.6.18) | 에이지 해러스먼트 (2015.7.9 ~ 2015.9.10) |